# Jens Stryger
Jens Stryger Larsen, född 21 februari 1991 i Sakskøbing, är en dansk fotbollsspelare som spelar för Malmö FF. 

## Karriär
I juni 2022 värvades Stryger Larsen av turkiska Trabzonspor, där han skrev på ett treårskontrakt. I januari 2024 värvades Stryger Larsen av Malmö FF, där han skrev på ett treårskontrakt.